# Caminho do Calvário (Bruegel)
Caminho do Calvário é uma pintura a óleo sobre madeira de 1564 do mestre flamengo da Renascença Pieter Bruegel, em que representa o tema evangélico de Jesus carregando a cruz a caminho da Crucificação.
O reduzido destaque dado à figura Cristo no meio da multidão é uma habitual prática da pintura maneirista (que repete em Pregação de João Batista  e A Conversão de Paulo), tal como é colocar artificialmente Maria e os que a acompanham num primeiro plano rochoso, estando deliberadamente distanciados dos dramáticos acontecimentos que ocorrem por trás deles.
A obra está datada e assinada "BRVEGEL MD.LXIIII" e está actualmente exposta no Museu de História da Arte em Viena.

## Descrição
Ao contrário do que acontece em geral com as obras de Bruegel, a composição parece invulgarmente tradicional. Talvez por estar a tratar um tema religioso tão solene, ele adoptou um esquema muito conhecido, usado anteriormente pelo pintor anónimo Brunswick Monogrammist e pelo contemporâneo de Bruegel em Antuérpia, Pieter Aertsen.

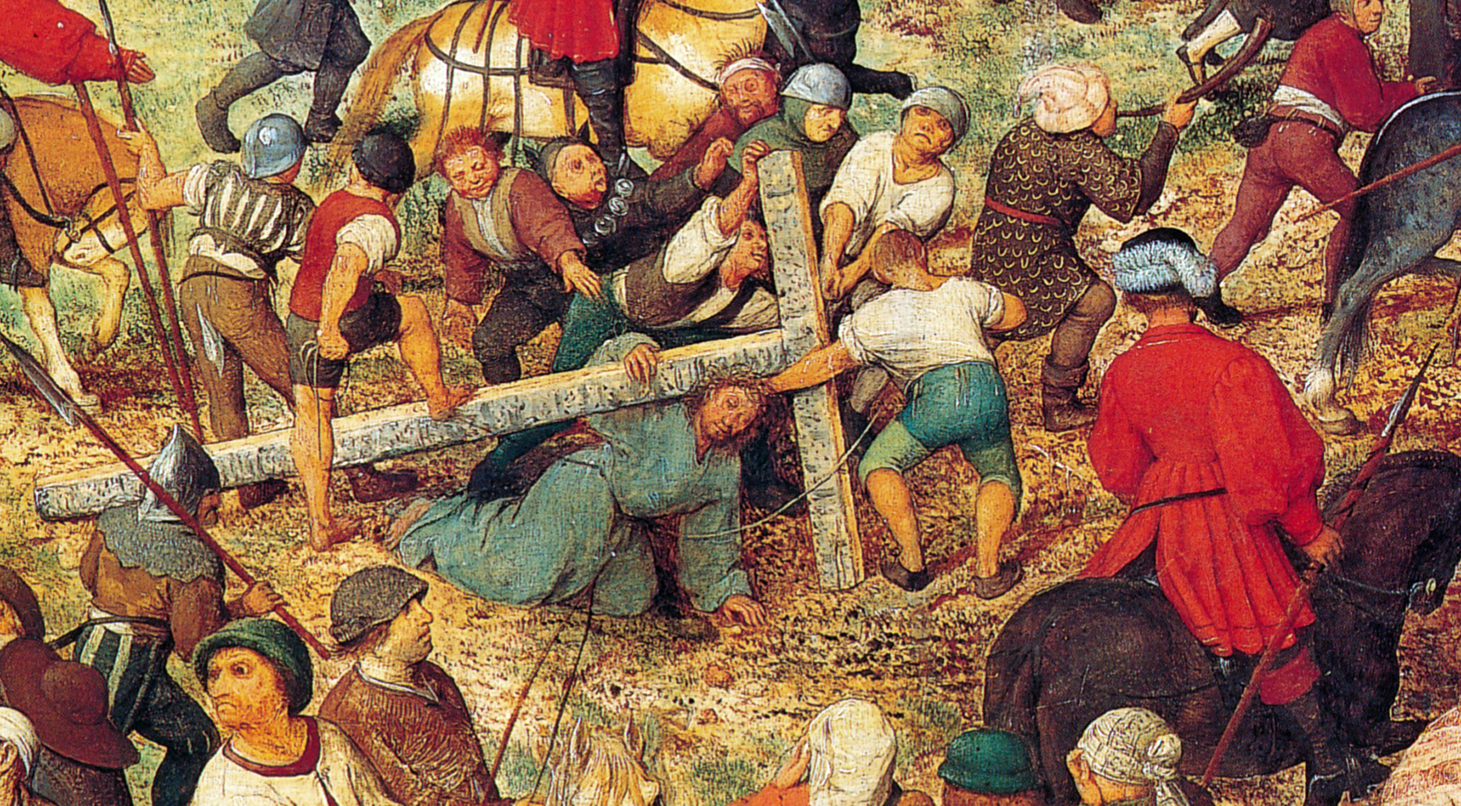
Cristo carregando a cruz

Mais de 150 personagens integram a composição, quase todas vestidas com roupas contemporâneas do pintor para atualizar o drama cristão, como havia já feito, por exemplo, Jan van Eyck. Os verdadeiros protagonistas do quadro não são os fatos evangélicos, mas o teatro natural da multidão e a paisagem. No enxame de formas, são exceção o grupo em primeiro plano à direita das mulheres piedosas e São João que confortam Maria. Esta última figura é copiada do desenho dos primitivos flamengos do século precedente, fazendo eco deliberadamente das formas um pouco arcaicas de Rogier van der Weyden e Hugo van der Goes.
O tratamento por Bruegel da paisagem evoluiu no decurso da sua carreira desde os pontos de vista de olho de pássaro e amplas paisagens como na série "Grande paisagem" até ao naturalismo notável dos  Meses. Puros afloramentos rochosos como o do moinho deste "Caminho do Calvário" caracterizam a tradição de paisagem da Escola de Antuérpia fundada por Joachim Patinir. Os seguidores de Patinir - em particular Herri met de Bles, Matthys Cock, Hieronymus Cock (irmão do editor de gravuras de Bruegel), e Quentin Matsys - tinham tornado o seu estilo numa fórmula popular, mas obsoleta. A sequência de paisagens nos seus desenhos e pinturas mostra o abandono gradual dessa fórmula por Bruegel. Neste caso, no entanto, o seu desejo de transmitir a ideia dum terreno rochoso e desconhecido da Terra Santa fez com que ele regressasse às características próprias da paisagem da escola de Antuérpia.

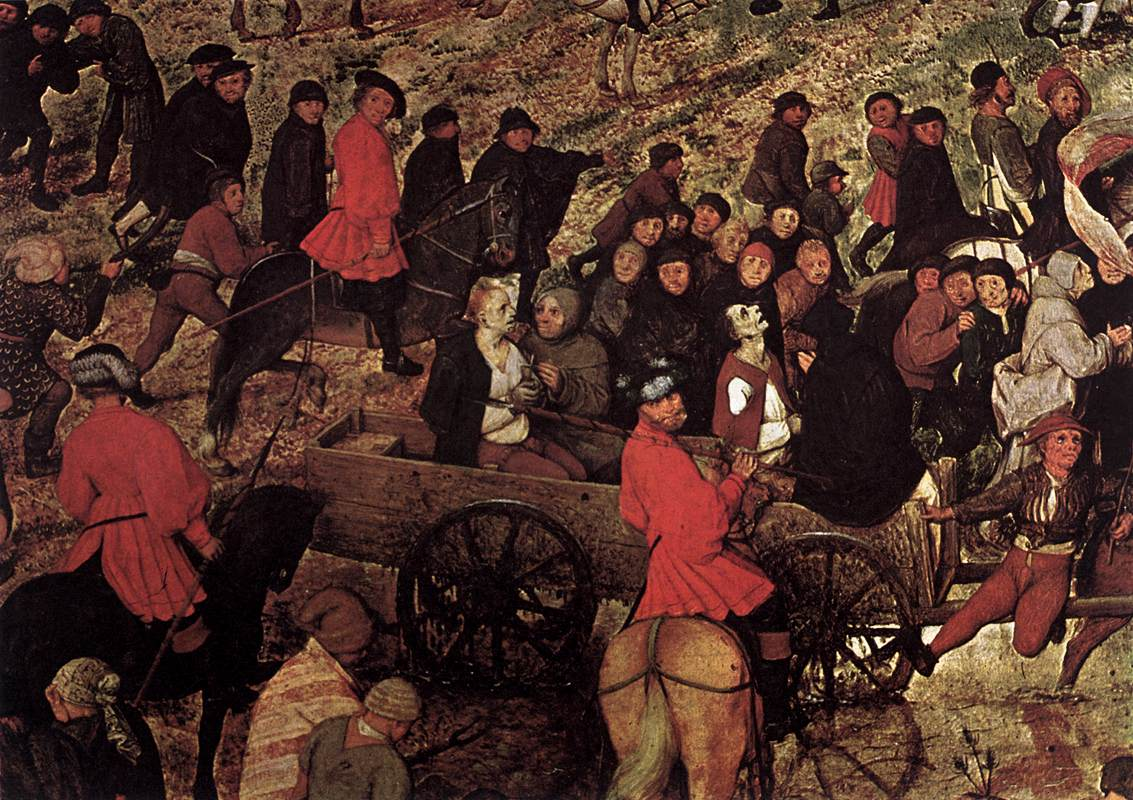
Carroça com os dois ladrões

Nos detalhes, em Galeria, a pintura de Bruegel possui uma vivacidade que parece vir da sua observação da vida contemporânea. As execuções públicas eram uma característica habitual da vida do século XVI, especialmente na problemática Flandres. Bruegel mostra os dois ladrões que estavam para ser supliciados ao lado de Cristo a serem levados para o local da execução. Anacronicamente, ambos seguram crucifixos e estão a fazer a confissão final a sacerdotes encapuzados. Os ladrões, os confessores e os espectadores macabros que cercam a carroça estão com vestimentas contemporâneas do pintor. Na época de Bruegel, as execuções públicas eram acontecimentos muito concorridos que tinham o ar de festivais ou de carnavais. Neste caso, Bruegel mostra a absoluta indiferença das multidões embasbacadas ao medo e à angústia dos condenados. (Também mostra os carteiristas e os feirantes que se imiscuem nas multidões em tais ajuntamentos). É de salientar que Bruegel não faz distinção entre os dois ladrões, um dos quais iria ser abençoado por Cristo.

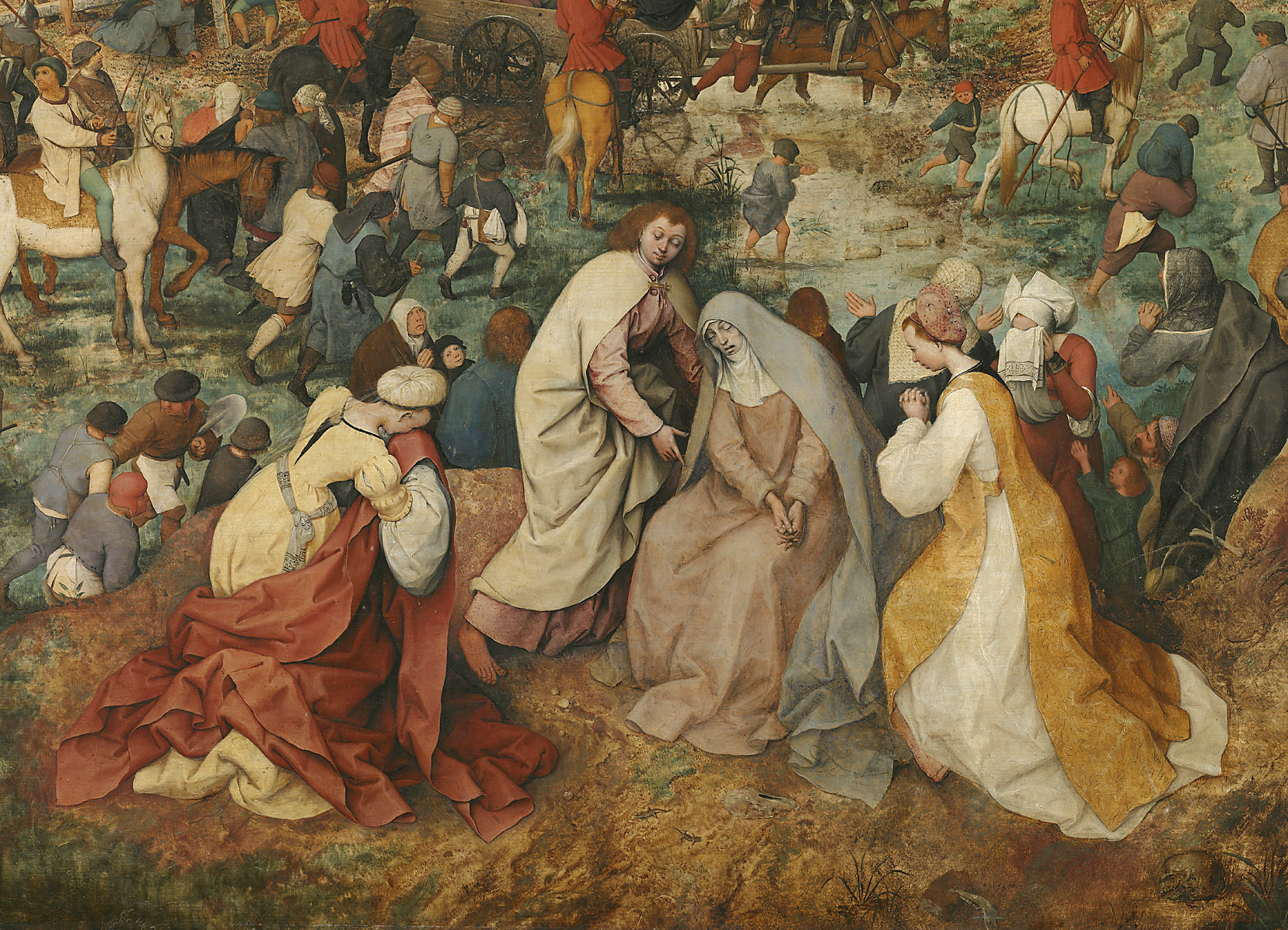
As três Marias e S. João

Ao fundo, no monte Gólgota (literalmente, "lugar de caveiras"), as duas cruzes para os ladrões já foram erguidas e está a ser cavado uma cova para a cruz de Cristo. Espectadores a pé e a cavalo confluem para este ponto horripilante através de um campo pontilhado com forcas em que há ainda cadáveres pendurados e rodas de castigo com fragmentos de tecido e de restos de corpos trucidados ainda não comidos pelos corvos.
Com exceção do próprio Cristo, as figuras na procissão usam roupa contemporânea, e não há dúvida de que Bruegel quiz referir-se com a evocação da cena evangélica ao que se passava no seu tempo. As figuras sagradas - a  Virgem desmaiada assistida por  São João e as outras duas Marias - estão separadas do que estava a acontecer, ao serem colocadas num pequeno planalto rochoso. Parecem agir independentemente dos outros, sendo o seu drama despercebido de quem estava para além deles.

## Galeria de Detalhes

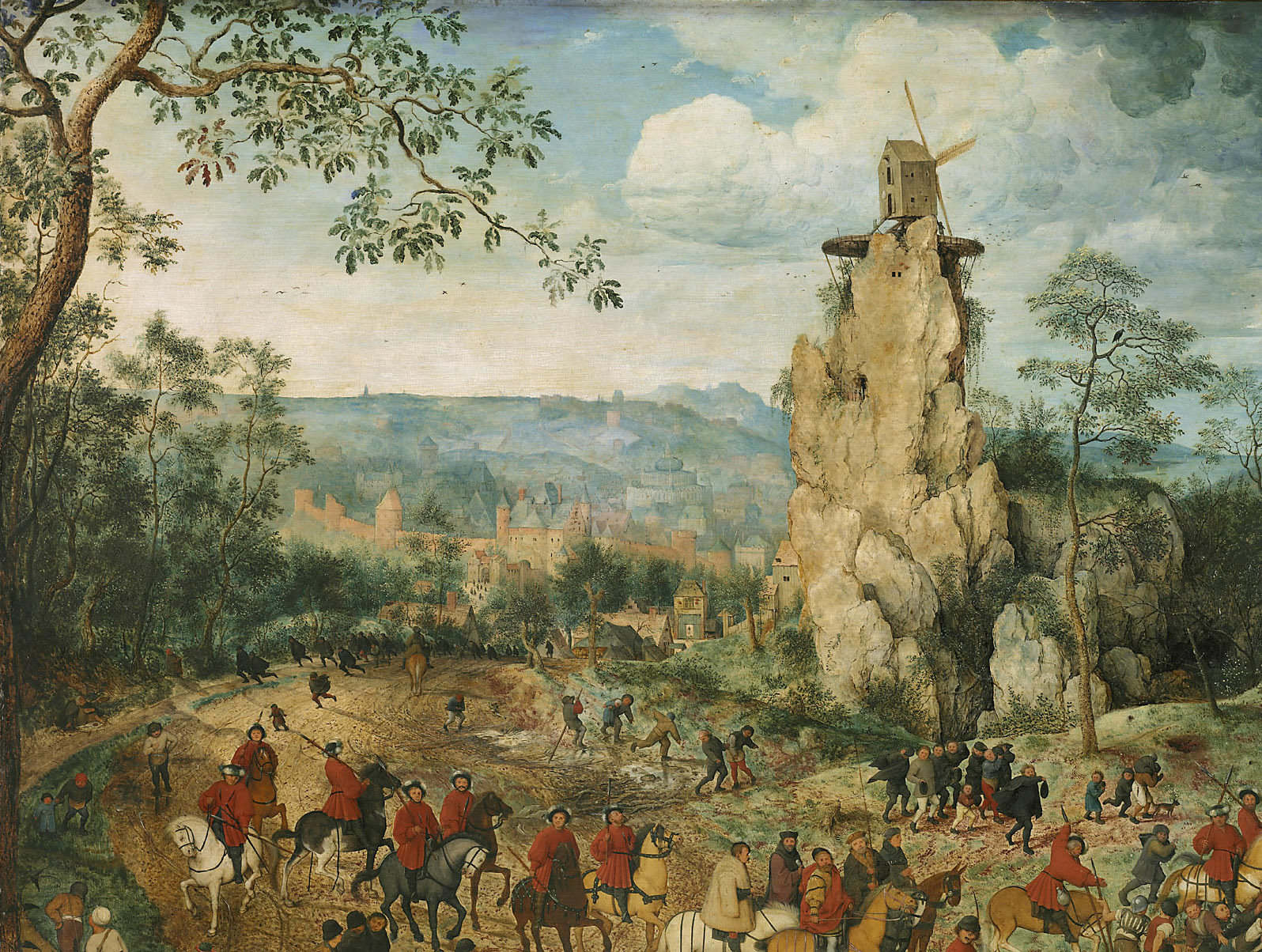
Paisagem com moinho
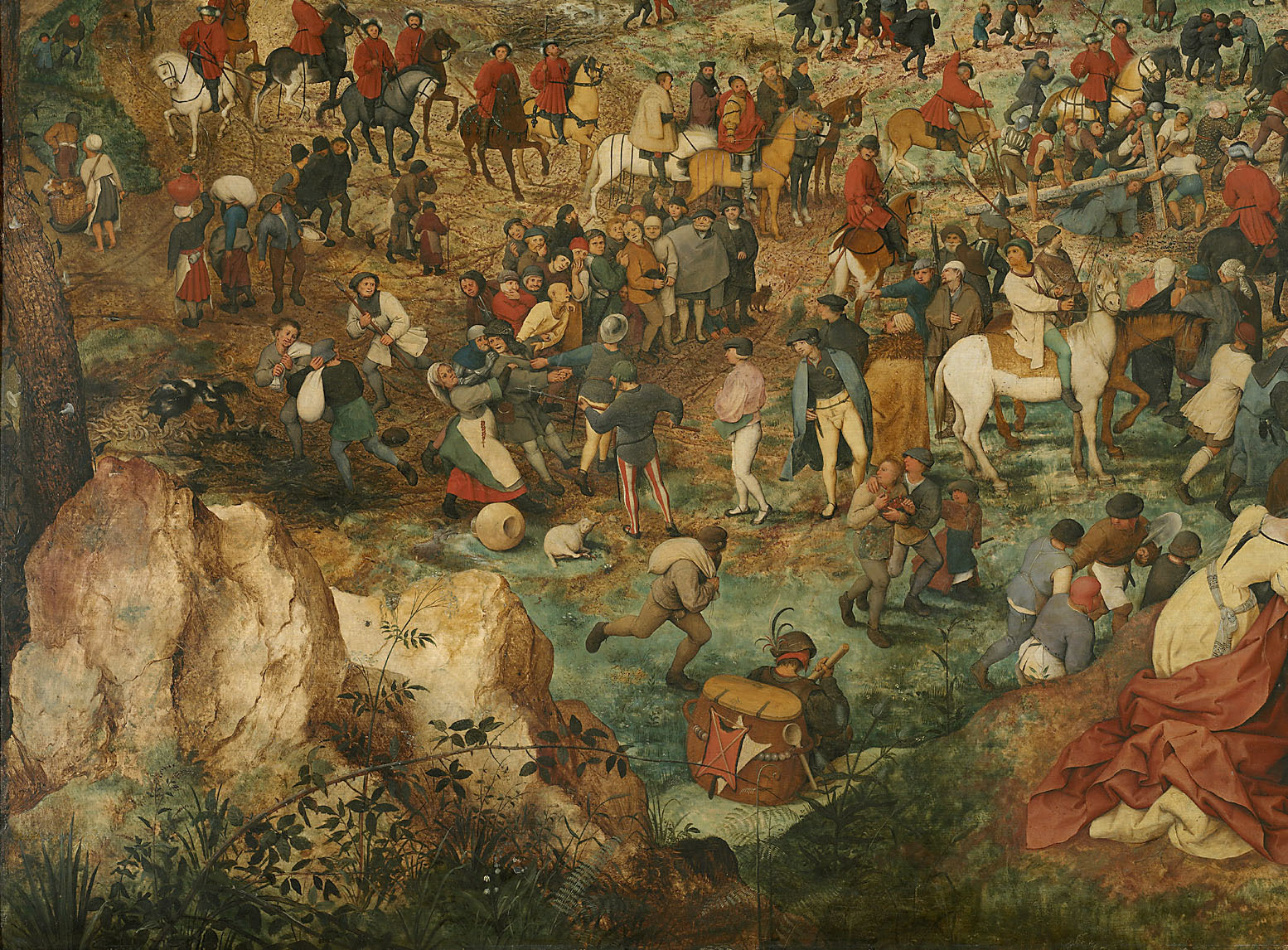
Simão de Cirene
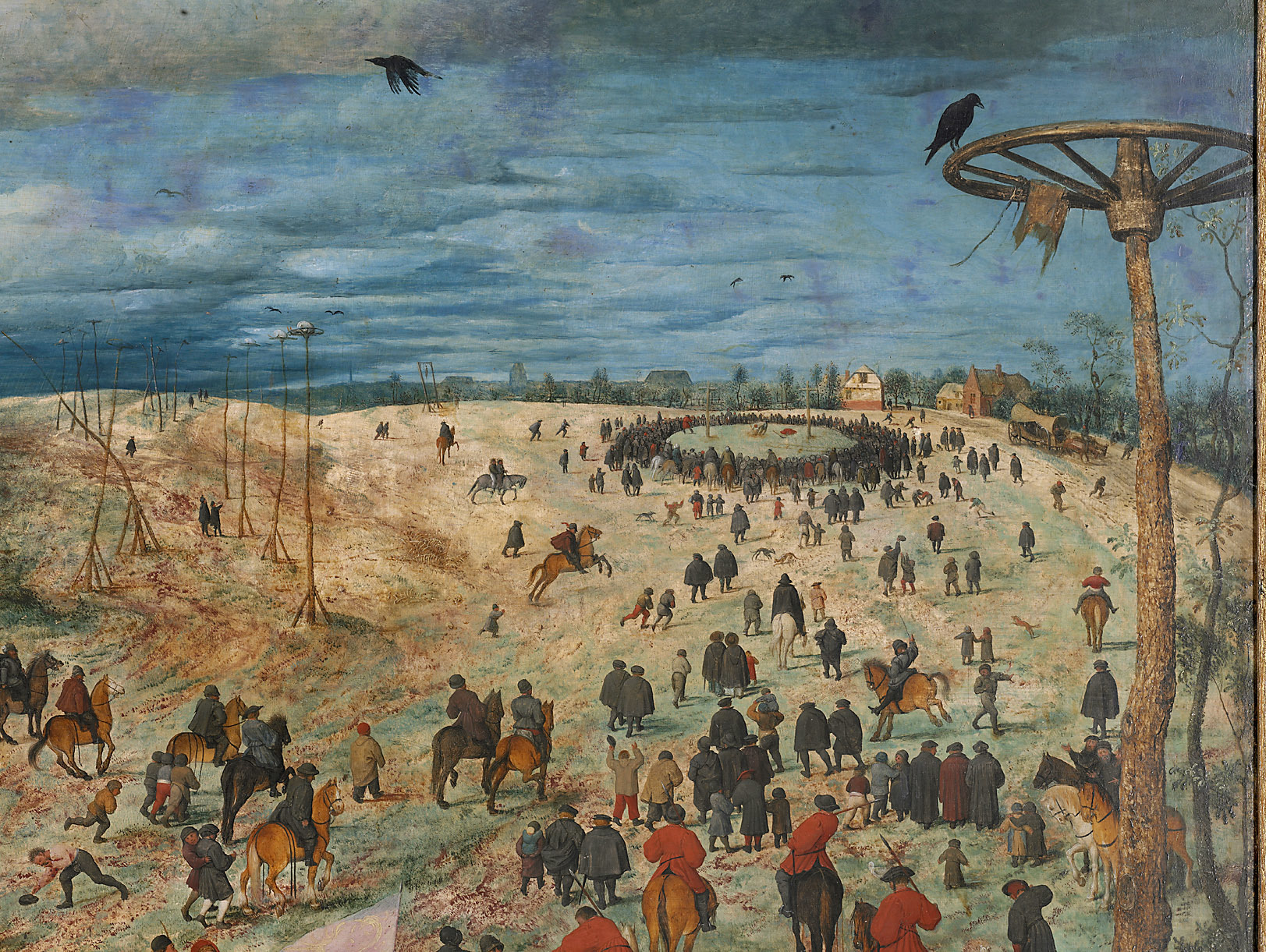
Poste de castigo e corvos com o Gólgota ao fundo

## História
É a segunda maior pintura conhecida de Bruegel. e uma das dezesseis pinturas dele que estão listadas no inventário do coleccionador rico de Antuérpia Nicolaes Jonghelinck, redigido em 1566. Foi Jonghelinck que encomendou a Bruegel a série os Meses (Months) e pode também, ter encomendado esta obra.
De Jonghelinck a obra passou para a posse da cidade de Antuérpia no ano em que o inventário foi feito. Em 1604 está registada em Praga nas coleções de Rodolfo II de Habsburgo, tendo depois sido levada para Viena, e de 1809 a 1815 esteve em Paris, por ter sido levada pelo exército napoleónico como despojo de guerra.

## Influência cultural
Em 1996, Michael F. Gibson escreveu um livro detalhado sobre esta pintura de Pieter Bruegel com o título de "Le Portement de croix de Pierre Bruegel l'Aîné" (Noêsis, Paris), que foi tranduzido para inglês e publicado em 2001 com o título The Mill and the Cross (O Moinho e a Cruz) (Acatlos, Lausanne).
Depois, em 2011, o realizador cinematográfico Lech Majewski, com base no livro, dirigiu um filme com o mesmo título, The Mill and the Cross, tendo nos principais papéis Rutger Hauer, como Bruegel, Michael York, como o seu patrono Niclaes Jonghelinck e Charlotte Rampling. O filme estreou no Festival Sundance de Cinema.
O filme é uma recreação em forma de narrativa da pintura de Bruegel, que (de acordo com Gibson) evoca o tipo de acontecimentos que o próprio Bruegel teve demasiadas vezes oportunidade de testemunhar: a execução de protestantes flamengos pelas milícias do Rei de Espanha.
Dennis Harvey, na Variety de 27 Janeiro de 2011,  elogia assim o filme: “Um extraordinário salto imaginativo, "O Moinho e a Cruz" de Lech Majewski combina velhas e novas tecnologias permitindo ao espectador situar-se dentro da pintura de 1564 do mestre flamengo Pieter Bruegel, "Caminho do Calvário," uma tela épica que descreve através da crucificação de Cristo a brutalização pelos ocupantes espanhóis da pátria do artista. Nem drama de tipo convencional, nem abstrato objeto de arte, esta peça visualmente arrebatadora e surpreendentemente sedutora não cabe num qualquer nicho classificativo."

### Leituras adicionais
Orenstein, Nadine M., ed. (2001). Pieter Bruegel the Elder: Drawings and Prints. [S.l.]: The Metropolitan Museum of Art. ISBN 9780870999901 (fig. 5)